# Antalya Fashion Week
Antalya Moda Haftası (turc per "Setmana de la Moda d'Antalya") més coneguda com a Antalya Fashion Week són uns dies de moda organitzats anualment a la ciutat d'Antalya a la costa mediterrània turca, des del 2018.
En l'edició del 2019 de la Setmana hi van participar models com Paris Hilton, Bar Rafaeli, Izabel Goulart, Kendall Jenner i Ana Beatriz Barros. El 2020 es va realitzar entre el 5 i el 7 de març. Entre les models presents hi va haver Özge Ulusoy, model, reina de bellesa i actriu turca. Shervin Najafpour, modista noruega d'origen àzeri va ser la dissenyadora més aclamada de l'edició del 2020.